# 11 razones
11 razones è il secondo album in studio della cantante spagnola Aitana pubblicato l'11 dicembre 2020 dall'etichetta discografica Universal Music Spain.

## Tracce
1. No te has ido y ya te extraño – 3:30
2. Menos (feat. Álvaro Díaz e Pole) – 3:08
3. Estupidez (feat. Beret) – 2:33
4. Por – 2:21
5. Corazón sin vida (con Sebastián Yatra) – 3:02 (Aitana Ocaña, Andrés Torres, Mauricio Rengifo, Sebastián Obando, Alejandro Sánchez)
6. ÷ (Dividido) – 3:15
7. Cuando te fuiste (feat. Natalia Lacunza) – 2:47
8. + (Más) (con Cali y el Dandee) – 3:39 (Aitana Ocaña, Andrés Torres, Alejandro Rengifo, Mauricio Rengifo)
9. Si no vas a volver – 2:35
10. = (Igual) – 3:44
11. 11 razones – 3:33

## Classifiche

### Classifiche settimanali
| Classifica (2021) | Posizione massima |
| ----------------- | ----------------- |
| Spagna            | 1                 |

### Classifiche di fine anno
| Classifica (2020) | Posizione |
| ----------------- | --------- |
| Spagna            | 20        |